# Cirrenalia fusca
Cirrenalia fusca är en svampart som beskrevs av I. Schmidt 1985. Cirrenalia fusca ingår i släktet Cirrenalia och familjen Halosphaeriaceae.   Inga underarter finns listade i Catalogue of Life.